# Гулдс (Флорида)
Гулдс (енгл. Goulds) насељено је место без административног статуса у америчкој савезној држави Флорида.

## Демографија
По попису из 2010. године број становника је 10.103, што је 2.65 (35,6%) становника више него 2000. године.
| Група             | 2000.         | 2010.         |
| Белци             | 362 (4,9%)    | 429 (4,2%)    |
| Афроамериканци    | 5.823 (78,1%) | 5.578 (55,2%) |
| Азијати           | 40 (0,5%)     | 65 (0,6%)     |
| Хиспаноамериканци | 1.219 (16,4%) | 4.144 (41,0%) |
| Укупно            | 7.453         | 10.103        |